# Türkische Luftwaffenakademie
Die türkische Luftwaffenakademie (türkisch Hava Harp Okulu) ist eine Ausbildungsstätte der türkischen Luftstreitkräfte. Sie wurde 1951 in Istanbul gegründet und dient der akademischen und praktischen Ausbildung von angehenden Offizieren. Anfangs noch auf zwei Jahre angelegt, werden die Studenten seit 1974 in vier Jahren bis zum ingenieurwissenschaftlichen Bachelor begleitet. Postgraduale und Promotionsstudien werden angeboten. Die Einrichtung war vom türkischen Hochschulrat als Universität akkreditiert. Als selbständige Einrichtung ist die Hava Harp Okulu Geschichte. 2016 wurde sie in die kurz zuvor gegründete Milli Savunma Üniversitesi eingegliedert.
Nach dem Putschversuch in der Türkei 2016 wurde der Kommandeur der Luftwaffenakademie Fethi Alpay nach türkischen Medienberichten in Gewahrsam genommen. Gegenwärtiger Kommandeur ist Generalmajor Kadircan Kottaş, Dekan ist Nurettin Acır.